# Anolis gracilipes
Artykuł ten został zgłoszony do umieszczenia na stronie głównej w rubryce „Czy wiesz”.
Pomóż nam go sprawdzić: oceń zgłoszoną nominację.
Anolis gracilipes – gatunek jaszczurki z rodziny Anolidae. Zamieszkuje północno-zachodnią Amerykę Południową.

## Systematyka
Takson ten po raz pierwszy zgodnie z zasadami nazewnictwa binominalnego opisał w 1898 roku belgijsko-brytyjski przyrodnik George Albert Boulenger na łamach „Proceedings of the Zoological Society of London”, nadając mu nazwę Anolis gracilipes. Jako miejsce typowe podał Paramba w prowincji Imbabura w Ekwadorze. Syntyp BMNH 1946.8.13.9-12. Nie wyróżnia się podgatunków.

### Etymologia
- Anolis (Anolius): karaibska nazwa Anoli dla „jaszczurki”[6].
- gracilipes: łac. gracilipes od łac. gracilis – „smukły” i łac. pes, pedis – „stopa” [7].

## Morfologia
Anolis gracilipes to mała jaszczurka o długości całkowitej niewiele przekraczającej 19 cm. Występuje dymorfizm płciowy. Głowa niewielka, szpiczasta, z ciemnym wyraźnym pasem zaocznym. Tęczówka z niebieskimi przebarwieniami, powieki żółtawe. Tułów smukły, ogon cienki, długi, znacznie przekraczający długość tułowia, zaokrąglony, bez grzebienia ogonowego. Grzbiet jest ciemnobrązowy ze srebrnymi lub brązowymi odwróconymi szewronami, zdecydowanie lepiej zaznaczonymi u samic, także u samic może występować blady pasek na kręgosłupie z czarnymi krawędziami. Boki są zielonkawe. Brzuch żółty. U samców występuje fałd gardłowy, który jest jaskrawopomarańczowy lub pomarańczowoczerwony z rzędami zielonkawych łusek. Anolis gracilipes jest najbardziej podobny do Anolis fraseri i Anolis binotatus. A. binotatus różni się od A. gracilipes kolorem fałdu gardłowego i białym pasem brzuszno-bocznym.
Wymiary:
|                        | Samiec | Samica |
| Długość całkowita (mm) | 185    | 191    |
| Długość SVL (mm)       | 58     | 61     |
| Długość TL (mm)        | 127    | 130    |

## Występowanie
Anolis gracilipes występuje na wybrzeżach i zachodnich zboczach Andów w zachodnim Ekwadorze oraz zachodniej Kolumbii. W Ekwadorze stwierdzono go w prowincjach:  Santo Domingo de los Tsáchilas, Guayas, Cotopaxi, Manabí, Esmeraldas, Pichincha, Imbabura, Cañar,  i Los Ríos. Obserwowany był w zakresie wysokości poziomu morza do około 1200 m n.p.m.

## Ekologia i zachowanie
Anolis gracilipes prowadzi dzienny tryb życia. Jego naturalnym habitatem są wiecznie zielone lasy nizinne i podgórskie, pastwiska z rozproszonymi drzewami, obrzeża lasów wzdłuż rzek i strumieni oraz wiejskie ogrody. Są aktywne, gdy temperatura przekracza 18,7° C. Zwykle przebywają i polują na trawach i krzewach blisko gruntu do około 2,5 metra nad nim. Nocą, w celu spoczynku, siadają na cienkich gałęziach, łodygach, paprociach lub delikatnych liściach na wysokości do 2 metrów nad ziemią. Ich dieta to głównie owady: pluskwiaki, błonkoskrzydłe, prostoskrzydłe i chrząszcze, ale obejmuje również równonogi, larwy owadów, mięczaki, pająki, rośliny i ich nasiona. Anolis gracilipes jest gatunkiem jajorodnym.

## Status zagrożenia
W Czerwonej księdze gatunków zagrożonych IUCN Anolis gracilipes jest klasyfikowany jako gatunek najmniejszej troski (LC, ang. Least Concern), wielkość populacji nie jest określona, ale uznawana jest za stabilną. Jest gatunkiem licznym w Ekwadorze oraz rzadkim w Kolumbii. Gatunek ten jest obecny w wielu obszarach chronionych.